# Davey Allison
Davey Allison, född 25 februari 1961 i Hollywood, Florida, död 13 juli 1993 i Birmingham, Alabama, var en amerikansk racerförare.

## Racingkarriär
Allison var son till den kände Nascar-föraren Bobby Allison, och blev racerförare även själv. År 1985 gjorde han debut i Nascar:s högsta serie Winston Cup, och tog sin första seger på Talladega Superspeedway 1987. Han blev då, eftersom det var hans första fulla säsong, den förste rookien sedan 1981 att vinna ett race. 1988 inleddes strålande för familjen Allison, då Bobby (fortfarande aktiv) vann Daytona 500 med Davey på en meriterande andraplats. Hans fars karriär ändades senare samma år i en jättekrasch på Pocono, vilket slog ut hans minne från Daytonaracet. Det var bara den första olyckan som skulle drabba familjen. Hans bror Clifford Allison omkom 1992 efter att ha kraschat under träningen inför loppet Detroit Gasket 200 på Michigan International Speedway. Innan Allison själv avled skulle han nå 19 racesegrar, och tredjeplatser i mästerskapet både 1991 och 1992. År 1993 var Allison fortsatt en toppförare, men han skadades svårt mitt i säsongen i en helikopterolycka, där även legendaren Red Farmer var ombord. Allison omkom dagen efter, medan Farmer överlevde med brutna revben. Han valdes 1998 in i International Motorsports Hall of Fame.